# National Guild of Hypnotists
Die National Guild of Hypnotists (NGH) ist der weltälteste und -größte Hypnotiseurverband mit Sitz in Merrimack, New Hampshire, USA. Der Verband sieht es als seine Aufgabe, die Kunst, Wissenschaft und Philosophie der Hypnose zu fördern und zu schützen.

## Geschichte
Der Verband wurde 1950/1951 von einer Gruppe von Hypnotiseuren um Rexford L. North gegründet. Innerhalb kurzer Zeit wurden Ortsgruppen in vielen größeren Städten in den USA und Kanada gebildet. Stand 2015 hat der Verband nach eigenen Angaben über 17.000 Mitglieder sowie Landes- und Ortsgruppen in 83 Ländern.
Der Verband veranstaltet seit 1987 jährliche Fachsymposien mit Workshops und Fachseminaren. Die NGH gibt die Verbandszeitschriften The Journal of Hypnotism (seit 1951) und Hypnogram (seit 1950) heraus, in welchen die Mitglieder auch selbst publizieren können.

## Mitglieder
Neben der regulären Mitgliedschaft sind zertifizierte Mitgliedschaften möglich. Die zertifizierte Mitgliedschaft als Certified Hypnotist oder Consulting Hypnotist setzt eine qualifizierte Hypnose-Ausbildung von mindestens 100 Stunden voraus.  Mitglieder mit zusätzlichen Qualifikationen und einer Heilerlaubnis (Arzt, Heilpraktiker) werden als Certified Hypnotherapist zertifiziert.
In Deutschland und der Schweiz sind aktuell insgesamt 20 lizenzierte und in den USA geprüfte NGH-Trainer (Certified Instructors) tätig, welche im Rahmen der NGH-Richtlinien zertifizierte Hypnoseausbildungen anbieten.

## Deutschland
Der Verband ist mit Chaptern in Deutschland in Borgholzhausen und Donaueschingen vertreten.

## Schweiz
In Volketswil ist die NGH mit dem Chapter 'Grossraum Zürich' vertreten.